# Chico Diabo

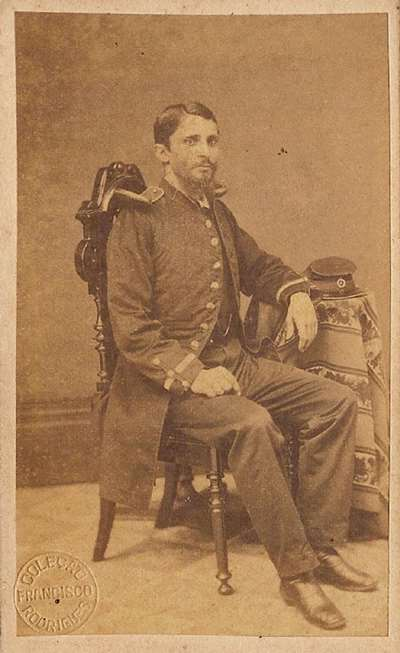
José Francisco Lacerda

José Francisco Lacerda, vulgo Chico Diabo (Camaquã, 1848 — Cerro Largo, 1893), foi um militar (cabo) brasileiro que lutou na Guerra do Paraguai e ficou famoso por ter matado o presidente paraguaio Francisco Solano López, na batalha de Cerro Corá (1º de março de 1870).

## Biografia

### Infância e juventude
Pouco se sabe da vida de Chico Diabo. As histórias de sua infância e juventude vêm, em sua maioria, dos relatos orais de seus descendentes.
Chico nasceu numa família de poucos recursos e, ainda menino, empregou-se na carniçaria de propriedade de um italiano, em São Lourenço do Sul, município vizinho à Camaquã, sua terra natal. Nesta carniçaria fabricava produtos como charque, linguiça e salame.
Em 1863, quando contava apenas 15 anos, Chico descuidou-se da vigilância e um cão entrou no recinto onde estava guardada a carne, devorando alguns pedaços. Ao tomar conhecimento do ocorrido pelo próprio Chico, o italiano passou a agredi-lo. O menino tomou de uma faca usada no seu trabalho e matou seu patrão. De imediato, fugiu a pé para a casa de seus pais, onde chegou na manhã do dia seguinte, portanto caminhando um dia e uma noite sem parar para descanso.
Ao ver um vulto, ao longe, a mãe de Chico exclamou: 
| “ | Garanto que é aquele diabinho que vem vindo | ” |

Por causa desta frase, ganhou o apelido de Chico Diabo que o acompanharia pelo resto da vida.
Os pais, com medo de que o filho sofresse represálias, providenciaram sua mudança para a propriedade de seu tio Vicente Lacerda, em Bagé. 

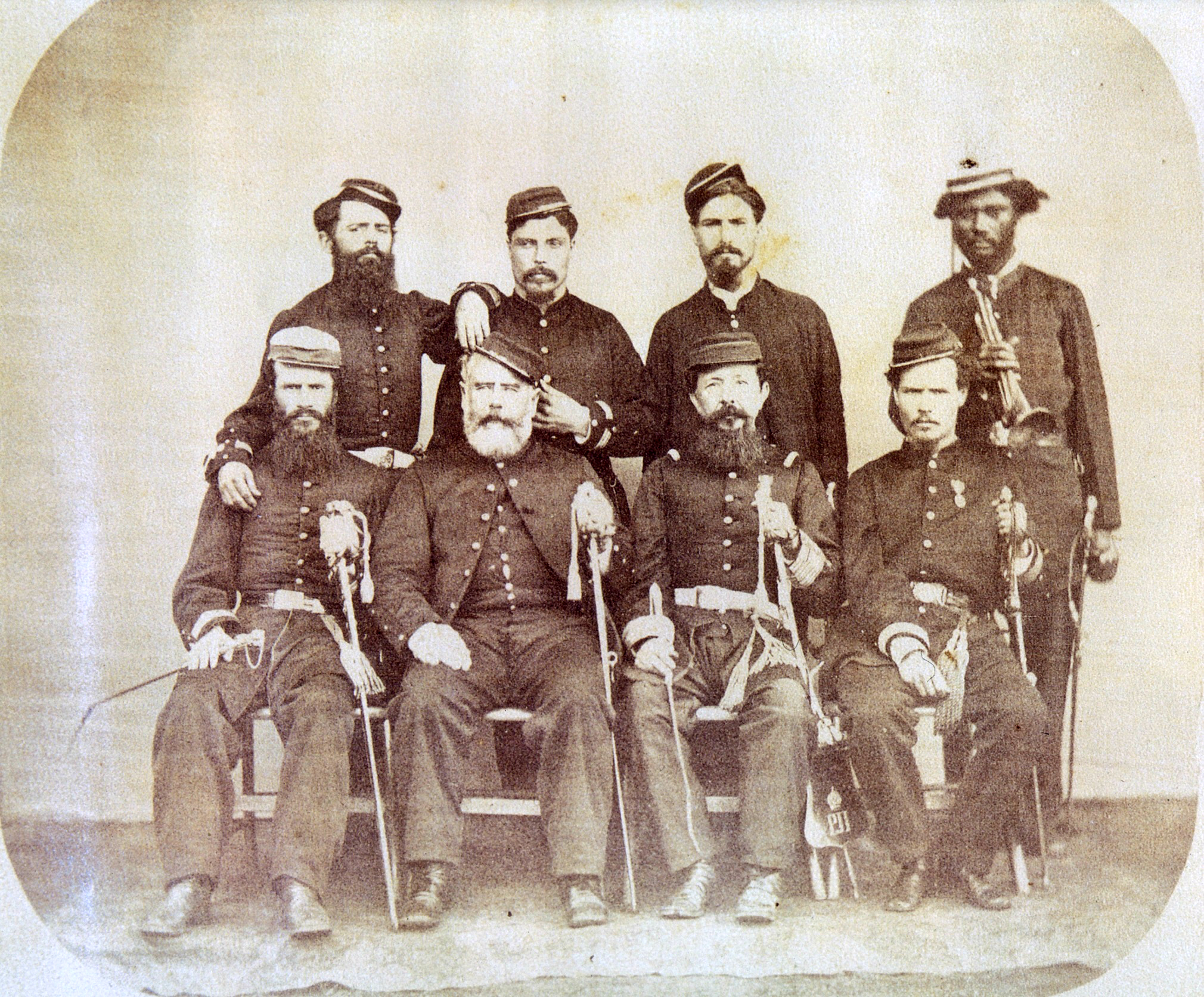
Coronel Joca Tavares (terceiro sentado, da esquerda para a direita) e seus auxiliares imediatos, incluindo Francisco Lacerda, mais conhecido como "Chico Diabo" (terceiro em pé, da esquerda para a direita).

### Guerra do Paraguai
Em 1865, passou pelo local um destacamento dos Voluntários da Pátria, comandado pelo então Coronel Joca Tavares, que ia se juntar às forças brasileiras que combatiam no Paraguai. Convidado a integrar ao contingente, Chico aceitou.
Na Guerra do Paraguai, Chico, já então promovido a cabo, celebrizou-se por haver matado, na Batalha de Cerro Corá, o presidente paraguaio, Francisco Solano López, com um certeiro golpe de lança na virilha. O golpe foi aparentemente fatal, embora, na sequência, o soldado gaúcho João Soares, tenha alvejado López com um tiro de revólver.

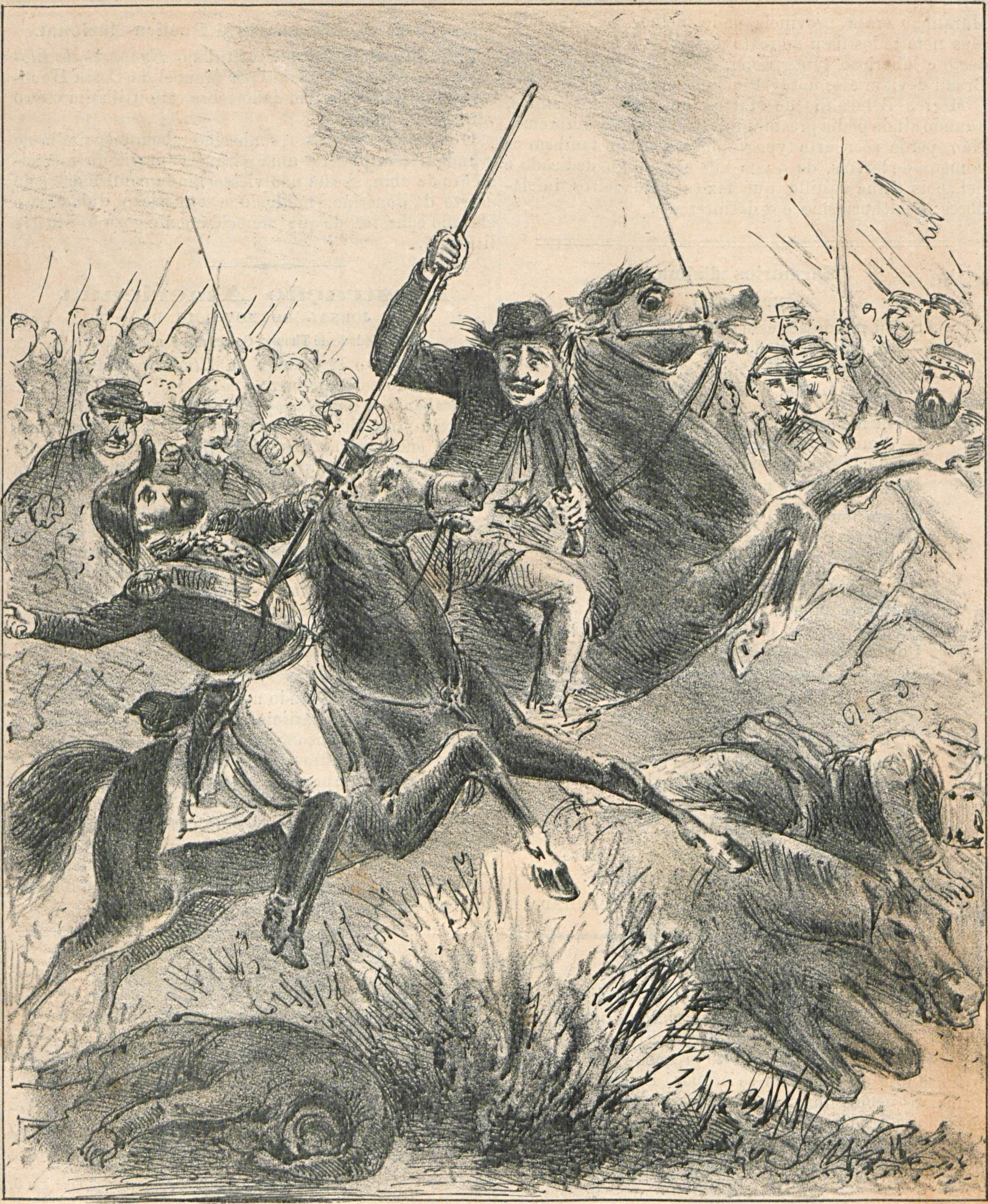
Chico Diabo fere, com uma lança, Solano López durante a batalha de Cerro Corá (Semana Illustrada, 27/03/1870).

Ao matar Solano, Chico teria descumprido ordens superiores, que determinavam que ele fosse capturado vivo. Mas não há consenso entre os historiadores quanto a este fato. Alguns autores inclusive afirmam que havia uma recompensa de cem libras de ouro para quem o matasse. Segundo fontes da época o Imperador Dom Pedro II não autorizou que Lacerda recebesse a medalha por bravura em combate, porque temia que na Europa pensassem que Solano López teria sido morto após ser preso. Outras fontes revelam que Joca Tavares fazia parte da Maçonaria, da qual Solano era membro e no combate este se recusou a enfrentá-lo.

Túmulo de Chico Diabo, localizado no cemitério da guarda, em Bagé (RS).

### Depois da guerra
No entanto, Chico recebeu como recompensa cem vaquilhonas (vacas que ainda não deram cria). Tomou ainda para si a faca de prata e ouro que López levava quando foi morto e na qual constavam, gravadas em ouro, as iniciais FL, coincidentemente as mesmas do nome de Chico. A lança usada pelo militar brasileiro no episódio encontra-se no Museu Histórico Nacional, no Rio de Janeiro.
Ao retornar do Paraguai, em 1871, Chico casou-se com uma prima, Isabel Vaz Lacerda, com quem teve quatro filhos, e trabalhou como capataz em várias estâncias.
O nome de Chico ficou consagrado popularmente em uma quadrinha muito em voga na época: "O Cabo Chico Diabo, do diabo Chico deu cabo".
Faleceu repentinamente, em 1893, quando se encontrava no Uruguai a serviço de Joca Tavares. Para receber os restos mortais do marido, anos depois, a viúva Isabel teve que contratar um uruguaio para roubá-los. Seu corpo foi sepultado novamente no Cemitério da Guarda, em Bagé. Em 2002, foi colocada uma lápide sobre o túmulo, por iniciativa do núcleo de pesquisas históricas daquela cidade gaúcha.

## Personalidade
Como dito anteriormente, pouco se sabe da vida pessoal de Chico Diabo. Seus descendentes, contudo, descrevem-no como um homem calado, taciturno. Ele não gostava de falar sobre seus tempos de guerra, e costumava se abrir apenas em privado com a esposa.

## Galeria

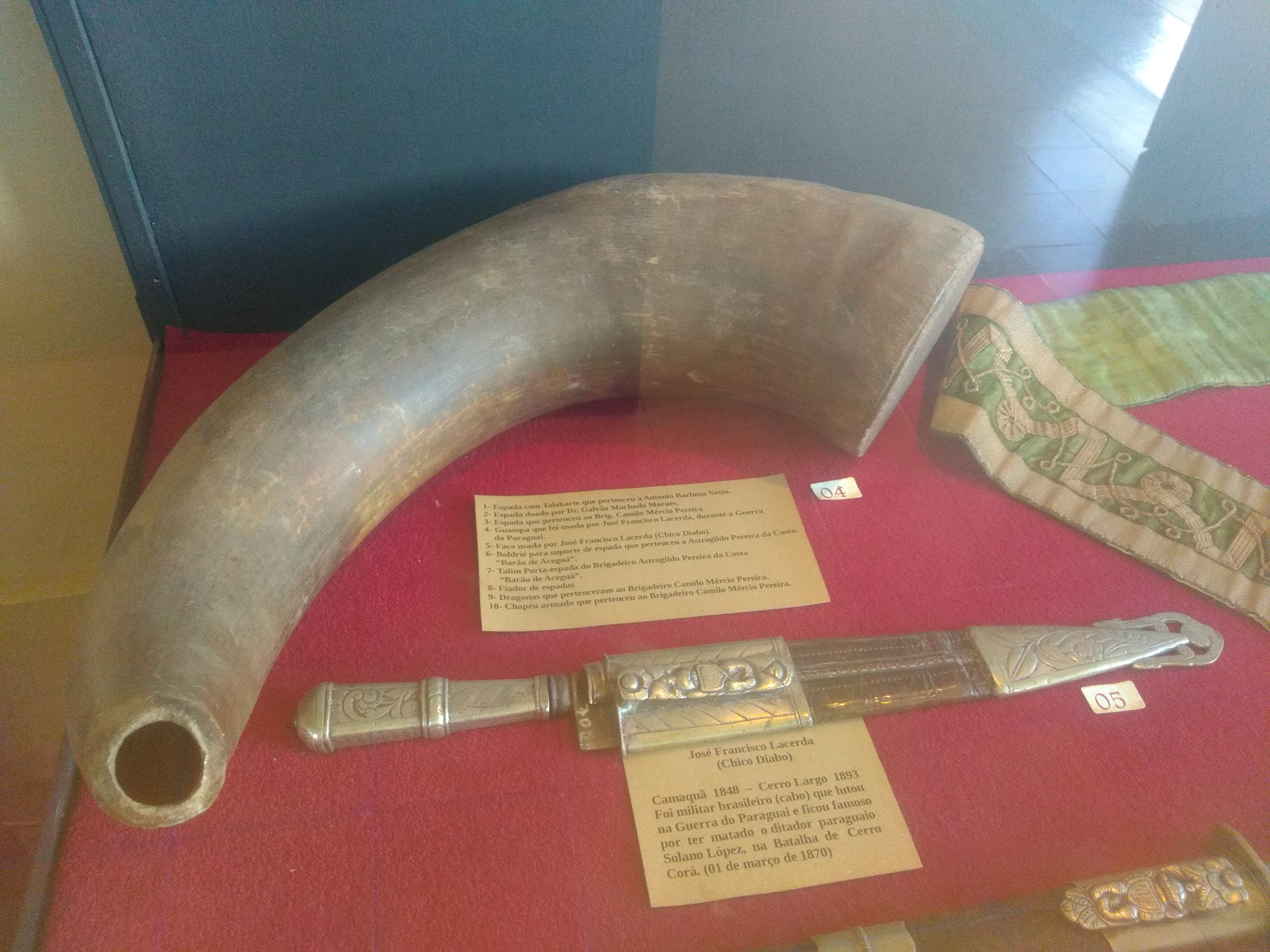
Guampa e faca usadas por Chico Diabo, expostas no Museu Dom Diogo de Souza (Bagé)
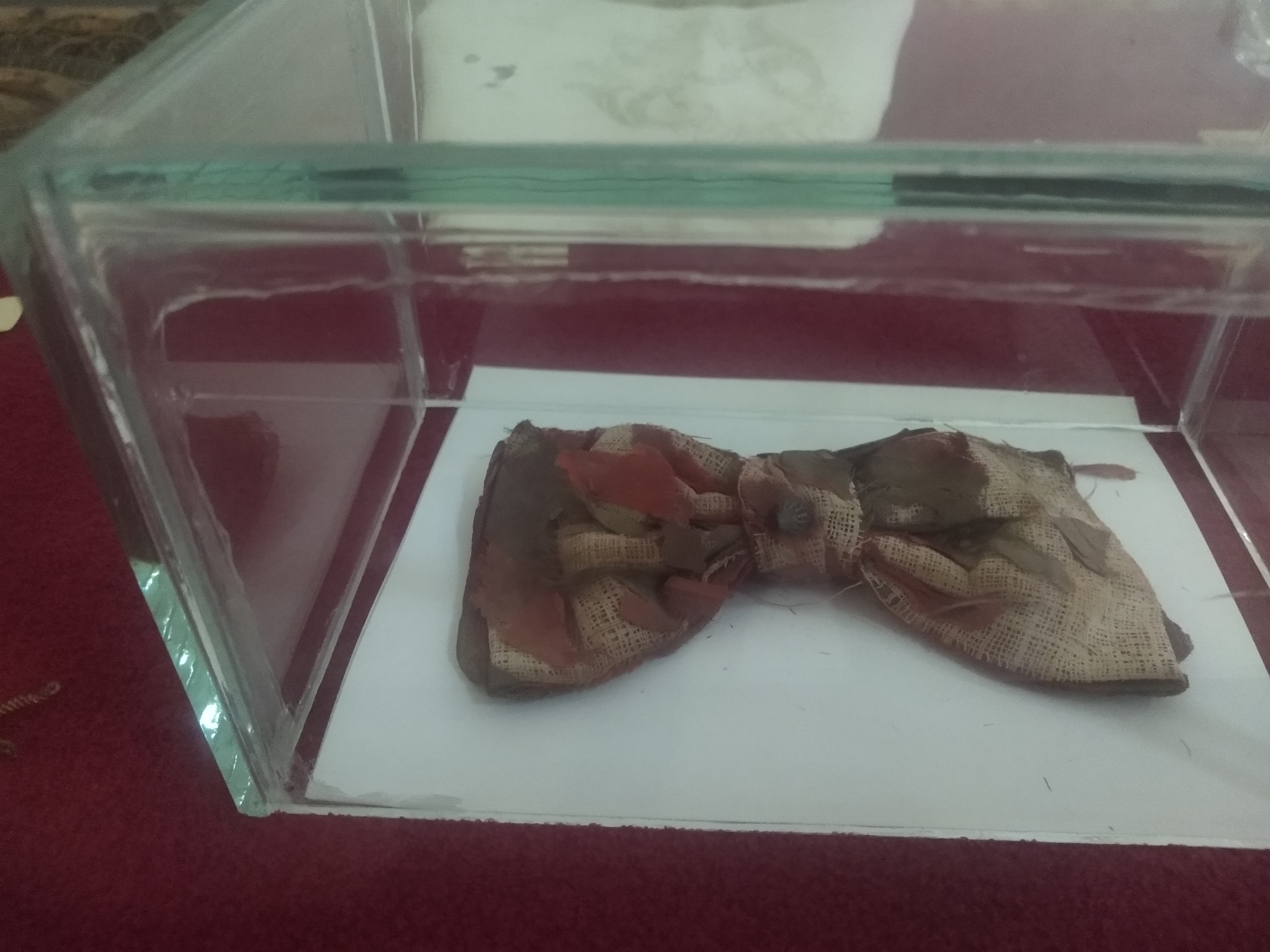
Sua gravata de casamento, também exposta no museu.